# 菊池一夫
菊池 一夫（きくち かずお、1954年4月6日 - ）は、日本の実業家。アラビア石油株式会社代表取締役社長

## 人物・経歴
1954年4月6日、神奈川県生まれ。1977年3月、立教大学法学部卒業。同年4月、アラビア石油株式会社入社。
2007年7月、AOCホールディングス株式会社（現・富士石油）IR・広報部長に就任。
2008年6月、アラビア石油執行役員兼AOCホールディングス（現・富士石油）IR・広報部長に就任。2009年6月、アラビア石油執行役員 営業部長、2011年6月、株式会社ペトロプログレス取締役、2012年6月、AOCホールディングス（現・富士石油）執行役員を歴任。
2013年、アラビア石油専務取締役に就任。
2014年6月、アラビア石油代表取締役社長に就任。